# フィリップ・デイヴィス (バハマの政治家)
フィリップ・エドワード・デイヴィス（英語: Philip Edward Davis、1951年6月7日 - ）は、バハマの政治家、現在同国首相、財務相を務めている。2012年から2017年まで公共事業・都市開発大臣を務め、2021年の総選挙で進歩自由党を勝利に導き、その後首相に就任した。

## 経歴
貧困な家庭で生まれ育ったデイヴィスは、若くして建設作業員として働き始めていた。ウォレス・ウィットフィールド&バーンウェル法律事務所の事務員になり、3年で法律研究を修了した。デイビスは1975年にバハマ弁護士会に呼ばれ、副会長を2期務め、バハマ弁護士会会長を1期務めた。同年に治安判事に任命される。彼はCARICOM法律教育評議会に配属された。進歩自由党に参加し、1967年の総選挙から長年、選挙活動の支援を行っていた。デイヴィスは1992年の補欠選挙でキャットアイランド、ラムケイ、サンサルバドル選挙区の下院議員に選出された。デイヴィスは1997年に議席を失ったが、2002年に再当選して以来、議員の座に留まっている。
副首相兼公共事業都市開発大臣として在職中だった頃は道路の建設、防波堤の再建、ハリケーンの被害を受けた建物の改善、水道整備など、島全体のインフラ開発の監督を行った。2021年9月、進歩自由党は1977年以来最も深刻な崩壊から回復するために経済が奮闘したため、同年の総選挙で与党自由国民運動を破った。進歩自由党(PLP)は、下院の39議席のうち32議席を獲得した。自由国民運動(FNM)が残りの席を取った。
2021年の選挙で地滑り的に勝利した後、デイビスは首相に任命された。
私生活では女性の権利活動家でバハマ動物愛護協会の会計係だったアン・マリー・デイヴィスと結婚し、6人の子女を儲けた。一家で聖公会を信仰している。